# Dactylispa chanchala
Dactylispa chanchala es una especie de insecto coleóptero de la familia Chrysomelidae.
Fue descrita científicamente en 1977 por Basu & Saha.